# Colin McGinn
Colin McGinn (ur. 10 marca 1950 w Hartlepool) – filozof brytyjski. Profesor University College London, Uniwersytetu Oksfordzkiego, Uniwersytetu Rutgersa i Uniwersytetu Miami.
McGinn znany jest przede wszystkim ze swych prac w zakresie filozofii umysłu, a w szczególności tzw. nowego misterianizmu – idei, że ludzki umysł nie ma dostatecznych narzędzi, by pojąć problem świadomości. Jest autorem ponad 20 książek na ten i inne tematy filozoficzne.

## Dzieła
- The Character of Mind – 1982
- The Problem of Consciousness – 1991
- Consciousness and Its Objects – 2004
- The Meaning of Disgust – 2011